# Орехов, Константин Владимирович
Константи́н Влади́мирович Оре́хов (13 декабря 1931, Ставрополь-Кавказский, Северо-Кавказский край, СССР (ныне Ставрополь, Ставропольский край, Россия) — 12 декабря 2010, Ставрополь, Ставропольский край, Россия) — советский и российский учёный-педиатр, доктор медицинских наук (1976), профессор (1978), член-корреспондент РАМН. Заслуженный деятель науки Российской Федерации (2000). Академик Российской экологической академии.

## Биография
Родился 13 декабря 1931 года в Ставрополе. В 1949—1950 годах — рабочий строительно-восстановительного участка при Московско-Курской железной дороге. В 1950 году поступил, а в 1956 году окончил педиатрический факультет 2-го Московского медицинского института им. И. В. Сталина, после чего направлен на строительство Братской ГЭС, но по распоряжению Иркутского областного здравотдела направлен на работу в должности педиатра в Усть-Ордынский Бурятский национальный округ.
В 1960—1963 годах обучался в аспирантуре при кафедре госпитальной педиатрии 2-го Московского медицинского института имени Н. И. Пирогова. В 1964 году защитил диссертацию на соискание степени кандидата наук на тему «Некоторые показатели неспецифического иммунитета у новорождённых детей с внутричерепной родовой травмой».
В 1963 году устроился на работу в Красноярском медицинском институте, в 1966—1982 годах — заведующий кафедрой госпитальной педиатрии, параллельно в 1969—1976 годах — проректор по учебной работе.
В 1976 году постановлением Госкомитета по науке и технике, при непосредственном участии и содействии Константина Владимировича, в Красноярске был открыт Институт медицинских проблем Севера Сибирского отделения АМН СССР, в котором он стал его первым директором (в 1976—1986 годах). В 1976 году защитил диссертацию на соискание степени доктора наук на тему «Особенности углеводного обмена у новорождённых детей».
В 1986 году переведён на работу в Иркутский медицинский институт на должности заведующего кафедрой педиатрии и декана педиатрического факультета. В 1987 году обосновал открытие Восточно-Сибирского филиала АМН СССР. Постановлением председателя Совмина СССР был открыт филиал с включением иркутских научно-исследовательских институтов и открытием Института педиатрии.
В 1988 году в связи с состоянием здоровья матери (которая умерла в следующем году) переехал работать в Ставропольский медицинский институт, где на следующий год создал кафедру детских инфекционных болезней. В 1989—1995 годах — проректор по научной работе, с 1990 года до смерти был председателем созданного им диссертационного совета академии.
Умер в 2010 году.

## Научная деятельность
Автор свыше 300 научных работ.
- Гомеостаз ребёнка в норме и при патологии, под ред. Ю. А. Князева, М., 1973 (авт. ряда ст. совм, с др.);
- К метаболической адаптации новорождённых детей, Педиатрия, № И, с. 41, 1973;
- К математическому анализу глюкозотолерантного теста у новорождённых детей, Педиатрия, № 5, с. 51, 1975;
- Особенности углеводного обмена у новорождённых детей, дисс., М., 1976;
- Влияние природных факторов Дальнего Востока и Крайнего Севера на здоровье новорождённых детей, Красноярск, 1979 (авт. ряда ст. пред.).
- «Обоснованность клинических аспектов адаптации» (1977),
- «Север: экология человека региона Крайнего Севера» (1979),
- «Экология человека региона Крайнего Севера» (1981),
- «Онтогенез человека и цивилизация» (1982)
- «Экология человека и общественное здоровье» (1985),
- «Медико-биологические проблемы здоровья народностей Севера» (1987),
- «Экологическая экспертиза Невинномысского промузла и разработка научных основ организации охраны здоровья населения города Невинномысска и Кочубеевского района» (1990),
- «Экология человека и инфекционные заболевания детей Ставропольского края» (1994),
- «Проблемы экологии человека» (1998),
- «Внутриутробные инфекции и патология новорождённых» (2002),
- «Врождённая цитомегаловирусная инфекция» (2002).

## Семья
Отец — Орехов Владимир Константинович (1904—1959). Мать — Орехова Ольга Ивановна (1904—1989). Супруга — Орехова Евгения Николаевна (1935 г. рожд.). Сын — Орехов Владимир Константинович (1959 г. рожд.).